# Igraszki trafu i miłości
Igraszki trafu i miłości (fr. Le Jeu de l'amour et du hasard) – komedia w trzech aktach Pierre’a de Marivaux wystawiona w 1730.

## Data powstania utworu
Utwór został napisany w 1729 roku, miał swą premierę 23 stycznia 1730 w l’Hôtel de Bourgogne. Został wystawiony przez aktorów Comédie-Italienne i odniósł ogromny sukces, który sprawił, że przez wiele lat Marivaux był rozpoznawany jako autor tej jednej sztuki.

## Osoby
| Osoba     | Jej rola w dramacie                  |
| --------- | ------------------------------------ |
| Pan Orgon |                                      |
| Mario     | jego syn                             |
| Sylwia    | jego córka                           |
| Lizetta   | służaca Sylwii                       |
| Dorant    | kandydat na męża Sylwii              |
| Arlekin   | służący Doranta                      |
| Lokaj     | pojawia się na samym początku sztuki |

## Treść
Akcja sztuki rozgrywa się w Paryżu w domu Orgona 

### Akt I
Sylwia rozmawia ze swą pokojową Lizetą o czekającym ją wkrótce zamęściu. Przeznaczony jej przez ojca jest podobno przystojny, ale nie brak przystojnych mężczyzn, którzy w towarzystwie pokazują twarz przyjemną, a w domu ponurą. Ojciec próbuje rozproszyć obawy córki i zapewnia ją, że tylko wtedy wyda ją za Doranta, gdy on się jej spodoba, a ona jemu. Sylwia wpada na pomysł, że mogłaby się zamienić z Lizetą rolami i jako pokojówka przyjrzeć się adoratorowi. Nie wie, że Dorant wpadł na ten sam pomysł, o czym ojciec Doranta poinformował listownie w sekrecie pana Orgona. Przy pierwszym spotkaniu Sylwia przebrana za Lizetę i Dorant za Arlekina są sobą urzeczeni od pierwszego wejrzenia. Ojciec i syn żartują sobie z nich. Przebrany za sługę Dorant jest zachwycony wdziękiem i zachowaniem służącej jego przyszłej żony, jest przekonany o jej arystokratycznym pochodzeniu. Sylwia również nie potrafi zrozumieć uroku, jaki roztacza nad nią służący Doranta, stanowczo jednak nie daje mu nadziei na możliwość jej poślubienia. Zjawia się Arlekin, przebrany za Doranta, bardzo zamaszysty i kolokwialny, domaga się od Sylwii przywołania jego teścia i żony i zaleca się do służącej. Dorant łaje go za gadulstwo i głupotę i żałuje podstępu. Orgon wita z rozbawieniem potencjalnego zięcia.

### Akt II
Lizeta ostrzega swego pana, że jej wdzięki robią tak piorunujące wrażenie na Dorancie, że gotów się z nią ożenić. Orgon radzi jej, by go rozkochała i poślubiła. Dowiaduje się też, że panienka chodzi smutna i zamyślona, a służący Doranta gapi się na nią. Arlekin wyznaje Lizecie swą miłość, ona jemu również. Świadomi braków swojej pozycji społecznej, przysięgają sobie, że będą się kochać, niezależnie do tego, kim mogą się okazać naprawdę. W rozmowie przeszkadzają im Dorant i Sylwia. Dorant chce do swego sługi zakończenia tej mistyfikacji. Sylwia domaga się od Lizety, by odrzuciła starającego się o nią panicza. Lizeta jednak nie może, bo zabronił jej tego pan Orgon. Kiedy jednak pyta swą panią jak się jej podoba młody służący, Sylwia staje gwałtownie w jego obronie. Sylwia jest rozdarta pomiędzy urokiem tego młodzieńca a świadomością, że jest on służącym i nigdy nie będzie mogła go poślubić. Dorant jest nieszczęśliwy, chce wyjechać, nie mogąc zyskać wzajemności, o czym Sylwia go zapewnia, nie mogąc ujawnić przeszkody jej miłości. Dorant pyta, czy gdyby był bogaty i z dobrego domu, jej serce nie wzdragałoby się przeciw niemu. Orgon i Mario nie pozwalają na dalsze wyznania. Odprawiają Doranta. Sugerują, że podsyca on niechęć Sylwii do swego pana, chcieliby do odprawić. Sylwia wybucha filipiką w obronie młodzieńca, domaga się, by położyć kres tej zabawie. Orgon jednak odmawia, skoro to ona prosiła o jej zorganizowanie, ale zapewnia ją, że będzie z niej zadowolona i z radością poślubi Doranta. Dorant wyznaje Sylwii, że nie jest służącym, ale panem, a jego sługa tylko go udaje. Sylwia współczuje mu sytuacji, w jakiej się znalazł i obiecuje pomóc się z niej wyplątać. Zachwycona biegnie do brata, wyjawia mu nowinę i prosi, by udawał, że się do niej zaleca.

### Akt III
Dorant domaga się od Arlekina, by zakończył swą rolę, nie chce bowiem, wobec postępów jego konkurów, oszukać przyzwoitego człowieka i połączyć jego córkę ze swym służącym. Arlekin upojony szczęściem prosi, by mógł pannie ujawnić kim jest i poślubić ją, jeśli nadal będzie go chciała. Mario ściera się z Dorantem, wyjawia mu, że nie chce go mieć za rywala w staraniach o Lizetę, z której chce uczynić swą kochankę, nie bez jej zgody. Sylwia jest pod wrażeniem miłości Doranta, który nie zważa na to, że jest służącą. Uważa, że będą wspaniałym małżeństwem. Chce jednak swe zwycięstwo nad Dorantem doprowadzić do końca. Arlekin przyznaje, prosząc o rękę Lizetę, że wcale nie jest Dorantem, ale jego służącym. Lizeta przyznaje się do tego samego. Oboje przysięgają sobie miłość. Lizeta zastrzega, że nie może wyznać swemu miłemu, kim jest Sylwia. Dorant pyta Arlekina, czy przyznał się kim jest, ten potwierdza i oświadcza, że został przyjęty, nie potrzebował herbu. Dorant zostawia list Orgonowi i żegna się z Sylwią, przekonany o jej wzajemności dla Maria. Dziewczyna wyrzuca mu egoizm i porzucenie jej na pastwę mężczyzny, któremu nie będzie mogła się przeciwstawić. Dorant kapituluje. Przekonany, że Sylwia naprawdę go kocha, chce ją poślubić. Sylwia wyznaje, że naprawdę jest córką Orgona.

## Omówienie
Akcją Igraszek trafu i miłości kieruje motyw podwójnego przebrania. Opierając się na tym wodewilowym rozwiązaniu, ukazując subtelne wahania uczuć Doranta i Sylwii od wątpliwości do wyznania, Marivaux zyskał dla swego, przez długi czas niezrozumiałego teatru najtrwalsze uznanie. Ideę utworu zaczerpnął autor ze sztuki Legranda Le Galant Coureur où l'Ouvrage de Moment z 1722. W jednym z aktów tego utworu młoda hrabina, oczekująca na swego przyszłego, wpada na pomysł, żeby się przebrać za swą pokojówkę i sprawdzić, czy spodoba jej się młody markiz, który uchodzi za libertyna. Markiz, który nie ma żadnej chęci się żenić i przychodzi zobaczyć się z hrabiną tylko dlatego, by przypodobać się krewnemu, od którego zależy jego fortuna, zostaje zmuszony do założenia liberii. W tym przebraniu poznaje Finettę, którą uważa za służącą. Hrabina jest zobowiązana nie zdradzić się i znosić obecność służącego. Z czasem zaczyna go lubić i żałuje, że nie jest dżentelmenem. On ze swej strony żałuje, że Finette jest tylko pokojówką. Ostatecznie powracają do swoich ról i żenią się.
Na początku sztuki Sylwia maluje obraz różnych małżeństw, które widziała. Fragment  ten dostarczył Boissy'emu tematu do jego Dehors trompeurs - jednej z czterech lub pięciu dobrych komedii wierszowych z XVIII wieku.